# نظام دعم قرار

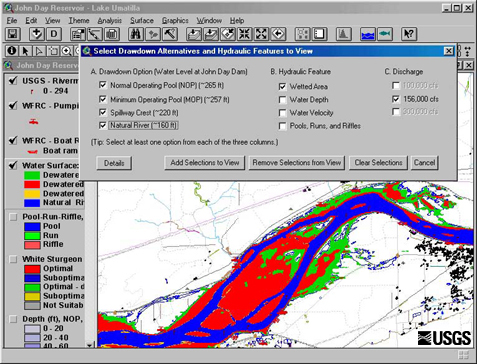
مثال لنظام دعم اتخاذ القرارات لجون يوم الخزان.

أنظمة دعم القرار (بالإنجليزية: Decision support system)‏ هي أنظمة معلومات لمستوى الإدارة تقوم بربط البيانات والنماذج التحليلية المعقدة وأدوات تحليل البيانات لتدعم اتخاذ قرارات غير روتينية. تشكل نظم دعم القرارات طبقة من الكمبيوتر المستندة إلى نظم المعلومات بما في ذلك النظم القائمة على المعرفة التي تدعم أنشطة صنع القرار. أنظمة دعم القرار تخدم المستوى الإداري في المنظمة، كما تساعد المدراء في اتخاذ قراراتهم الفريدة وسريعة التغيير والتي ليس من السهل تحديدها مقدماً. وبالرغم من أن (DSS) تستخدم معلومات داخلية من نظم معالجة العمليات ونظم المعلومات الإدارية إلا أنها غالباً ما تأخذ المعلومات من المصادر الخارجية، مثل أسعار الأسهم الخارجية أو أسعار المنتج من المنافسين. أنظمة دعم القرار تمتلك قوة تحليلية أكبر من الأنظمة الأخرى، كما أنها مبينة بطريقة خاصة حسب الطلب من نماذج متنوعة لتحليل البيانات مثل MDSS، حيث تلخص كمية كبيرة من البيانات بشكل يسهل تحليله بواسطة متخذي القرارات.

## نبذة عامة
نظام دعم القرار (نظم دعم اتخاذ القرار) هو فئة من نظم المعلومات (بما في ذلك أنظمة الحاسب الآلي ولكن لا يقتصر عليها) التي تدعم الأعمال التجارية وأنشطة صنع القرار التنظيمية. نظام دعم القرار المصمم على نحو سليم هو برمجيات تفاعلية قائمة على نظام يهدف إلى مساعدة صانعي القرار على تجميع معلومات مفيدة على شكل مزيج من البيانات الخام، والوثائق، والمعرفة الشخصية، أو النماذج التجارية لتحديد وحل المشاكل واتخاذ القرارات.
المعلومات التي يجمعها ويقدمها دعم اتخاذ القرارات عادة هي:
- جرد جميع أصول المعلومات الحالية الخاصة بك (بما في ذلك الإرث، ومصادر البيانات العلائقية، المكعبات، ومخازن البيانات، وبيانات السوق).
- مقارنة أرقام المبيعات بين أسبوع واحد والتالي.
- أرقام الإيرادات المتوقعة على أساس افتراضات مبيعات المنتج الجديد.

## التاريخ
وفقا لكين (1978) ، فان مفهوم دعم القرار قد تطور من مجالين رئيسيين للبحوث: الدراسات النظرية في صنع القرارات التنظيمية، والذي تم عمله في معهد كارنيجي للتكنولوجيا خلال الفترة من أواخر الخمسينات وأوائل السبعينات، والعمل الفني على النظم الحاسوبية التفاعلية، التي نفذت أساسا في معهد ماساتشوستس للتكنولوجيا في الستينات. قد أصبح مفهوم نظام دعم القرار مجال للبحوث الخاصة في منتصف السبعينات، قبل أن تشتد الاهتمام بها خلال الثمانينات. في منتصف وأواخر الثمانينات فان نظم المعلومات التنفيذية (إي آي إس)، مجموعة نظم دعم اتخاذ القرار (جي نظم دعم اتخاذ القرار)، ونظم دعم اتخاذ القرارات التنظيمية (أو نظم دعم اتخاذ القرار) قد تطورت من مستخدم واحد ونموذج متكيف نظم دعم اتخاذ القرار.
وفقا لسول (1987)  فان تعريف وتحديد نطاق نظم دعم اتخاذ القرار قد تم على مر السنين. في السبعينات وصف نظام دعم القرار بأنه «جهاز كمبيوتر يستند إلى نظام لمساعدة عملية صنع القرار». في اواخر السبعينات بدأت الحركة الخاصة بنظم دعم اتخاذ القرار تركز على «الكمبيوتر المستند إلى النظم التفاعلية التي تساعد صانعي القرار في الاستفادة من قواعد البيانات والنماذج في حل مشاكل سوء التنظيم». في عام 1980 ينبغي أن توفر نظم دعم القرار نظم «باستخدام مناسب والتكنولوجيا المتاحة لتحسين فعالية الأنشطة الإدارية والفنية»، وفي نهاية 1980 واجهت نظم دعم القرار تحدي جديد نحو تصميم محطات عمل ذكي.
في عام 1987 استطاعت تكساس إنسترومنتس الانتهاء من تطوير بوابة إحالة نظام العرض (جادس) لشركة يونايتد لخطوط الطيران. هذا نظام دعم اتخاذ القرار يرجع اليه الفضل في خفض ملحوظ للتأخير في السفر عبر المساعدة في إدارة العمليات الأرضية في المطارات المختلفة، بدءا من مطار أوهير الدولي في شيكاغو ومطار ستابلتون في دنفر كولورادو. 
في بداية عام 1990 تقريبا، مستودعات البيانات، والمعالجة التحليلية في ذات الوقت) بدأت في التوسيع مجال نظم دعم اتخاذ القرار. مع اقتراب الانتقال إلى الألفية الجديدة، فانه تم استخدام مفهوم التطبيقات التي تعتمد علي الإنترنت.
فمن الواضح أن نظم دعم اتخاذ القرار تنتمي إلى بيئة مع المؤسسات المتعددة التخصصات، بما في ذلك (ولكن ليس حصرا) قاعدة بيانات البحوث، والذكاء الاصطناعي، والتفاعل بين الإنسان والحاسوب، وأساليب المحاكاة، هندسة البرمجيات، والاتصالات السلكية واللاسلكية.
ظهور أفضل التكنولوجيات شهدت نظم دعم اتخاذ القرار تبدأ في الظهور بوصفها عنصرا حيويا لتصميم الإدارة. الأمثلة على ذلك يمكن النظر في كمية المناقشة مكثفة لنظم دعم اتخاذ القرار في بيئة التعليم.
ان لنظام دعم القرار صلة ضعيفة إلى واجهة المستخدم نموذجية للنصوص المتعددة الأشكال. كل من نظام جامعة فيرمونت (لأغراض طبية صنع القرار)، وجامعة كارنيجي ميلون في نظام (العسكرية والتجارية لصنع القرار) ونظم دعم القرار والتي كانت أيضا اختراقات كبرى في واجهة المستخدم البحث. وعلاوة على ذلك، رغم أن بعض الباحثين هايبرتكست كانت عموما القلق الزائد مع المعلومات، وبعض الباحثين، ولا سيما دوجلاس إنجلبرت، قد ركزت على صانعي القرار بشكل خاص.

## التصنيفات
كما هو الحال مع هذا التعريف، لا يوجد تصنيف مقبول عالميا لمنظام دعم قرار سواء. ولكن من خلال استخدام العلاقة مع المستخدم كمعيار، يفرق السلبي والنشط، والتعاوينة وهناك نظام دعم قرار السلبي هو النظام الذي قد يساعد في عملية صنع القرار، ولكن هذا لا يمكن أن تبرز اقتراحات قرار صريح أو حلول. نظام دعم قرار نشاطا يمكن أن تبرز اقتراحات قرار من هذا القبيل أو حلول. وتتيح نظام دعم قرار التعاونية لصانع القرار (أو مستشار) لتعديل وكاملة، أو تنقيح المقترحات القرار التي يقدمها النظام، وذلك قبل إعادتهم إلى نظام للمصادقة عليه. ويحسن النظام مرة أخرى، اكتمال، وتهذب اقتراحات لصانع القرار وتعيدهم إليها للمصادقة عليها. العملية كلها ثم يبدأ مرة أخرى، إلى حين إيجاد حل موحد يتم إنشاؤها.
آخر تصنيف لنظام دعم قرار قد تم إنشاؤها بواسطة دانيال السلطة. باستخدام طريقة المساعدة بوصفه المعيار، والسلطة يميز الاتصالات مدفوعة نظام دعم قرار، المبنية على بيانات نظام دعم قرار، وثيقة يحركها نظام دعم قرار، الذي تدفعه المعرفة نظام دعم قرار، ونموذج يحركها نظام دعم قرار. 
- الاتصالات مدفوعة نظام دعم قرار تدعم أكثر من شخص واحد يعمل على المهمة المشتركة؛ وتشمل الأمثلة الأدوات المتكاملة مثل مايكروسوفت (نتمييتينج) أو الأخدود [7]
- بيانات تعتمد على نظام دعم قرار أو بيانات مكيفة لنظام دعم قرار تؤكد الوصول إلى والتلاعب في سلسلة زمنية لبيانات الشركة الداخلية، وأحيانا بيانات خارجية.
- وثيقة  تدير نظام دعم قرار، تسترد، وتعالج المعلومات غير المهيكلة في مجموعة متنوعة من الأشكال الإلكترونية.
- المعرفة المتخصصة تدير نظام دعم قرار توفر حل المشاكل الخاصة الخبرات المخزنة على الحقائق والقواعد والإجراءات، أو في هياكل مماثلة.[6]
- وهناك نموذج يحركها نظام دعم قرار تؤكد والوصول إلى التلاعب والإحصائية، والتحسين المالية، أو نموذج المحاكاة. نموذج يحركها نظام دعم قرار استخدام البيانات والمعلمات المتوفرة من قبل المستخدمين لمساعدة صانعي القرار في تحليل الوضع، فهي ليست بالضرورة البيانات الكثيفة. (ديكودس) هو مثال لنموذج المصدر المفتوح يحركها نظام دعم قرار مولد [8]

باستخدام نطاق كمعيار، والسلطة،  يميز المؤسسة نظام دعم قرار واسعة ونظام دعم قرار سطح المكتب. للمؤسسات من نظام دعم قرار واسعة ترتبط مخازن البيانات الكبيرة ويخدم العديد من المديرين في الشركة. والمكتبية، واحد نظام دعم قرار المستخدم هو نظام الصغيرة التي تمتد على مدير الفرد الكمبيوتر.

## الهندسة المعمارية

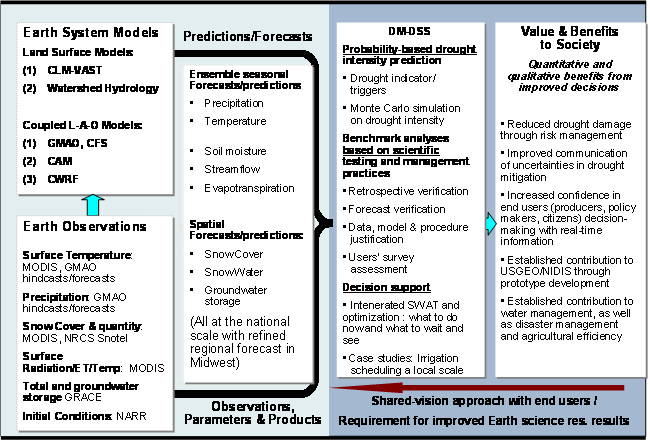
تصميم نظام دعم القرار خفيف جاف.

ثلاثة عناصر أساسية للبنية نظام دعم قرار هي:
1قاعدة البيانات (أو قاعدة المعارف)، # النموذج (مثل: في سياق قرار ومعايير مستخدم)، و
1. واجهة المستخدم.

المستخدمون أنفسهم هم أيضا عناصر هامة من العمارة.

### تطوير نظم دعم القرار
نظم دعم قرار ليست مختلفة تماما عن غيرها من النظم، وتتطلب اتباع نهج منظم. مثل هذا الإطار يشمل الشعب، والتكنولوجيا، ونهج التنمية.
نظام دعم قرار مستويات التكنولوجيا (الأجهزة والبرامج) ويمكن أن تشمل:
1. التطبيق الفعلي الذي سيتم استخدامه من قبل المستخدم. هذا هو جزء من الطلب الذي يسمح لصانع القرار لاتخاذ القرارات في مجال معين المشكلة. يمكن للمستخدم التصرف بناء على تلك المشكلة بالذات.
2. مولد يحتوي على الأجهزة والبرمجيات البيئة التي تتيح للناس سهولة تطوير تطبيقات محددة نظام دعم قرار. هذا المستوى يجعل من استخدام أدوات أو حالة نظم مثل كريستال، أيمس، وآي ثينك.
3. وتشمل الأدوات أدنى مستوى الأجهزة والبرمجيات. نظام دعم قرار لغات بما في ذلك المولدات الخاصة، والمكتبات وظيفة وربط وحدات

اتباع نهج تكراري التنموية يسمح لنظام دعم قرار إلى تغيير وإعادة تصميمها في فترات مختلفة. مرة واحدة وصمم نظام، فإنه لا بد من اختبار والمنقحة لتحقيق النتيجة المرجوة.

## تصنيف نظام دعم قرار
هناك عدة طرق لتصنيف تطبيقات نظم دعم قرار. ليس كل نظم دعم قرار تصب في فئة واحدة، ولكنها مزيج من اثنين أو أكثر من واحد في الهندسة المعمارية.
هولزابل ووينستون  يصنفان نظام دعم قرار ضمن الأطر الستة التالية: نص المنحى نظام دعم قرار، قاعدة بيانات المنحى نظام دعم قرار، جدول المنحى نظام دعم قرار، حلال المنحى نظام دعم قرار، القاعدة المنحى نظام دعم قرار، ومجمع نظام دعم قرار.
ان مجمع نظام دعم قرار هو التصنيف الأكثر شعبية لنظام دعم قرار. بل هو نظام هجين التي تضم اثنين أو أكثر من الهياكل الأساسية الخمسة التي وصفها هولزابل وونستون 
أن الدعم المقدم من نظام دعم قرار يمكن تقسيمه إلى ثلاث فئات، مترابطة متميزة: دعم الشخصية، وفريق الدعم، والدعم المؤسسي.
يمكن تصنيف مكونات نظام دعم قرار على النحو التالي:
1. المدخلات: العوامل، والأرقام، والخصائص لتحليل، والنواتج السابقة.
2. دليل المعرفة والخبرة: المدخلات التي تتطلب تحليلا استعماله من قبل المستخدم
3. النواتج: تحولت من البيانات التي مفاجآت صيف دبي «قرارات» يتم إنشاؤها
4. المقررات: النتائج المتولدة عن نظام دعم قرار على أساس معايير المستخدم

ونظم دعم القرار التي تؤدي عمليات مختارة من صنع القرار وظائف المعرفي، وتستند إلى الذكاء الاصطناعي أو و تقنيات وكيل ذكية تسمى الذكي نظم دعم القرار (فاعلية النظام) 
المجال الجديد المقرر الهندسة يعامل القرار في حد ذاته ككائن هندسيا، وتنطبق المبادئ الهندسية مثل التصميم وضمان الجودة إلى تمثيل صريح من العناصر التي تشكل هذا القرار.

## التطبيقات
كما ذكر أعلاه، هناك احتمالات نظرية لبناء مثل هذه الأنظمة في أي مجال المعرفة.
مثال واحد هو نظام لدعم اتخاذ القرارات السريرية لأغراض التشخيص الطبي. وتشمل الأمثلة الأخرى على قرض مصرفي ضابط التحقق من الائتمان لطالب القرض أو مكتب هندسي لديه عروضا في عدة مشاريع، ويريد أن يعرف ما إذا كان يمكن التنافس مع تكاليفها.
مفاجآت صيف دبي تستخدم بشكل مكثف في مجال الأعمال والإدارة. التنفيذية لوحة أجهزة القياس وغيرها من الأعمال أداء البرمجيات تتيح اتخاذ القرارات بشكل أسرع، والتعرف على الاتجاهات السلبية، وتخصيص أفضل للموارد الأعمال.
وهناك مجال متزايد من تطبيقات نظام دعم قرار، والمفاهيم والمبادئ والتقنيات في الإنتاج الزراعي والتسويق من أجل التنمية المستدامة. على سبيل المثال، فإن حزمة دسات4 ، وضعت من خلال الدعم المالي المقدم من الوكالة الأمريكية للتنمية خلال التقييم 80 و90، وقد سمح السريع لعدة نظم الإنتاج الزراعي في مختلف أنحاء العالم لتسهيل عملية صنع القرار على مستوى المزارع والسياسة. هناك، مع ذلك، العديد من القيود في الاعتماد على نظم دعم قرار الناجحة في مجال الزراعة 
نظم دعم قرار سائدة أيضا في إدارة الغابات حيث التخطيط طويل يتطلب وجود إطار زمني محدد. جميع جوانب إدارة الغابات والنقل من السجل، وتحديد مواعيد الحصاد للاستدامة وحماية النظام البيئي قد عولجت من قبل نظم دعم اتخاذ القرار الحديثة. قائمة شاملة ومناقشة جميع النظم المتاحة في إدارة الغابات ويجري تجميع تحت فورسيس تكلفة العمل
وثمة مثال محدد للنظام السكك الحديدية الوطنية الكندية، والتي التجارب معداتها على أساس منتظم باستخدام نظام دعم اتخاذ القرار.
والمشكلة التي يواجهها أي السكة الحديدية البالية أو القضبان المعيبة، والتي يمكن أن تسفر عن مئات من الخروج عن القضبان في السنة. في إطار نظام دعم قرار، نجح سي ان في خفض عدد حالات الخروج عن القضبان في الوقت الذي تشهد زيادة في الشركات الأخرى.
نظام دعم قرار يحتوب علي العديد من التطبيقات التي سبق أن تحدثت عنها. ومع ذلك، فإنه يمكن استخدامها في أي مجال حيث التنظيم ضروري. بالإضافة إلى ذلك، يمكن أن يكون نظام دعم قرار مصممة للمساعدة في اتخاذ القرارات على سوق الأسهم، أو البت في أي منطقة أو جزء من السوق على نحو منتج.
سي إيه سي آي بدأت دمج المحاكاة ونظم دعم القرار. سي إيه سي آي يحدد ثلاثة مستويات من نموذج المحاكاة النضج. «المستوى 1» النماذج التقليدية نماذج المحاكاة سطح المكتب التي يتم تنفيذها في إطار حزمة البرمجيات الأصلية. غالبا ما تتطلب هذه المحاكاة للخبراء لتنفيذ التعديلات، وسيناريوهات تشغيل، وتحليل النتائج. نماذج «المستوى 2» تضمين محرك النمذجة في التطبيق على شبكة الإنترنت يسمح للصانع القرار لجعل عملية والتغيرات المعلمة دون مساعدة من أحد المحللين. نماذج «المستوى 3» هي أيضا جزءا لا يتجزأ من موقع على الإنترنت ولكن مرتبطة البيانات في الوقت الحقيقي التنفيذية. إعدام نماذج «مستوى 3» يمكن تشغيله تلقائيا بناء على هذه البيانات في الوقت الحقيقي، ونتائج المقابلة يمكن عرضها على مدير سطح المكتب تبين الاتجاهات السائدة والتنبؤية بالنظر إلى العمليات الحالية وحالة النظام. وميزة هذا النهج هو أن مستوى "1" بوضع نماذج لمشاريع إدارة الاغذية والعقاقير يمكن أن تهاجر إلى «مستوى 2 و3» نماذج لدعم لدعم اتخاذ القرارات، والإنتاج / إدارة العمليات، وعملية / إدارة تدفق العمل، والتنبؤية. هذا النهج ينطوي على تطوير وصيانة والنماذج القابلة لإعادة الاستخدام التي تسمح لصانعي القرار بسهولة تحديد مستوى رجال الأعمال واستخراج المعلومات (على سبيل المثال، عملية المقاييس). «المستوى 1» هي نماذج متحللة في أجسامها التجارية ويتم تخزينها في قاعدة بيانات. كل عملية يتم تخزين المعلومات في قاعدة البيانات، بما في ذلك النشاط، والموارد، وبيانات التكلفة. قاعدة البيانات يصبح مكتبة القوالب التي يمكن للمستخدمين الوصول إلى بناء وتغيير وتعديل بهم تدفقات عملية فريدة من نوعها ومن ثم استخدام المحاكاة لدراسة أدائها على نحو متكرر.

## فوائد لنظم دعم القرار
1. يحسن الكفاءة الشخصية
2. تعجيل في حل المشاكل (تسريع التقدم في حل المشاكل في المنظمة)
3. يسهل الاتصال بين الأشخاص
4. يشجع التعلم أو التدريب
5. زيادة الرقابة التنظيمية
6. يولد أدلة جديدة لدعم قرار
7. يخلق ميزة تنافسية على المنافسة
8. تشجع الاستكشاف والاكتشاف من جانب صانع القرار
9. يكشف عن أساليب جديدة للتفكير في الفضاء المشكلة
10. يساعد على أتمتة العمليات الإدارية.

## قراءات أخرى
- ديليتش، وكا، ودوييه، وال. ودايال، يو. (2001) "نحو بنية حقيقية لنظم دعم القرار الوقت: التحديات والحلول.
- جادموسكي، ايه ايم وآخرون.)2001) "مدخل إلى قرار المستشار الذكي (المؤسسة الدولية للتنمية) لمديري الطوارئ. كثافة العمليات. J. تقييم المخاطر وإدارتها، والمجلد. 2، رقم 3 / 4.
- جوميش دا سيلفا وكارلوس ؛ كليماكو، جوي ؛ فيغيريا، خوسيه. المجلة الأوروبية للبحوث العمليات.
- اندر، جابرييلا ؛ الكتاب الإلكتروني (2005-2008) حول منهجية اوبينسبيس أون لاين في الوقت الحقيقي : تقاسم المعرفة، وحل المشكلات، ونتائج حوارات المجموعة المكيفة حول المواضيع التي تحدث مع وثائق المؤتمر واسعة النطاق في الوقت الحقيقي. http://www.openspace-online.com/OpenSpace-Online_eBook_en.pdf تحميل
- جيمينيز وانطونيو ؛ ريوس - اينسوا، سيكستو ؛ ماتيوس، الفونسو. أجهزة الكمبيوتر وبحوث العمليات.
- جينتراويت، اتاشي (1995). وهناك نظام دعم اتخاذ القرارات من أجل التقييم السريع للالمرتكزة على الأرز في الأراضي المنخفضة الزرع بدائل في تايلاند. نظم الزراعية 47 : 245-258.
- ماتساتسيني، إن. إف وسيسكوس واي. (2002)، الذكي نظم الدعم لاتخاذ القرارات التسويقية، ناشرين أكاديمية كلوير.
- السلطة، (دي جي)2000). على شبكة الإنترنت، ونموذج يحركها نظم دعم القرار : المفاهيم والقضايا. في مداولات المؤتمر الأمريكتين على نظم المعلومات، لونغ بيتش، كاليفورنيا.
- رايش، يورام ؛ كابليك، عدي. نظم دعم القرار، نوفمبر 2005، المجلد. 41 العدد 1، ص1 - 19، 19ص.
- سوتر، فل (1997). نظم دعم القرارات : نهج يطبق الإدارية. نيويورك : جون وايلي وأولاده، الطبعة الثانية، 2000
- سيلفير، إم. (1991). نظم دعم صانعي القرار : وصف وتحليل. تشيتشستر ؛ نيويورك، وايلي.
- سبراج، والصحة الإنجابية واتسون هجرية (1993). نظم دعم القرارات : وضع النظرية موضع التطبيق. إنجليوود كليفتس، نيوجيرسي، برنتيس هول.